# Myscelia cyaniris
Myscelia cyaniris är en fjärilsart som beskrevs av Doubleday 1848. Myscelia cyaniris ingår i släktet Myscelia och familjen praktfjärilar. Inga underarter finns listade i Catalogue of Life.

## Bildgalleri

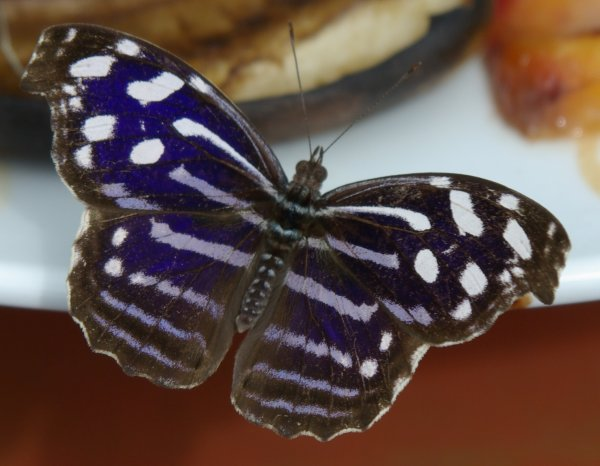
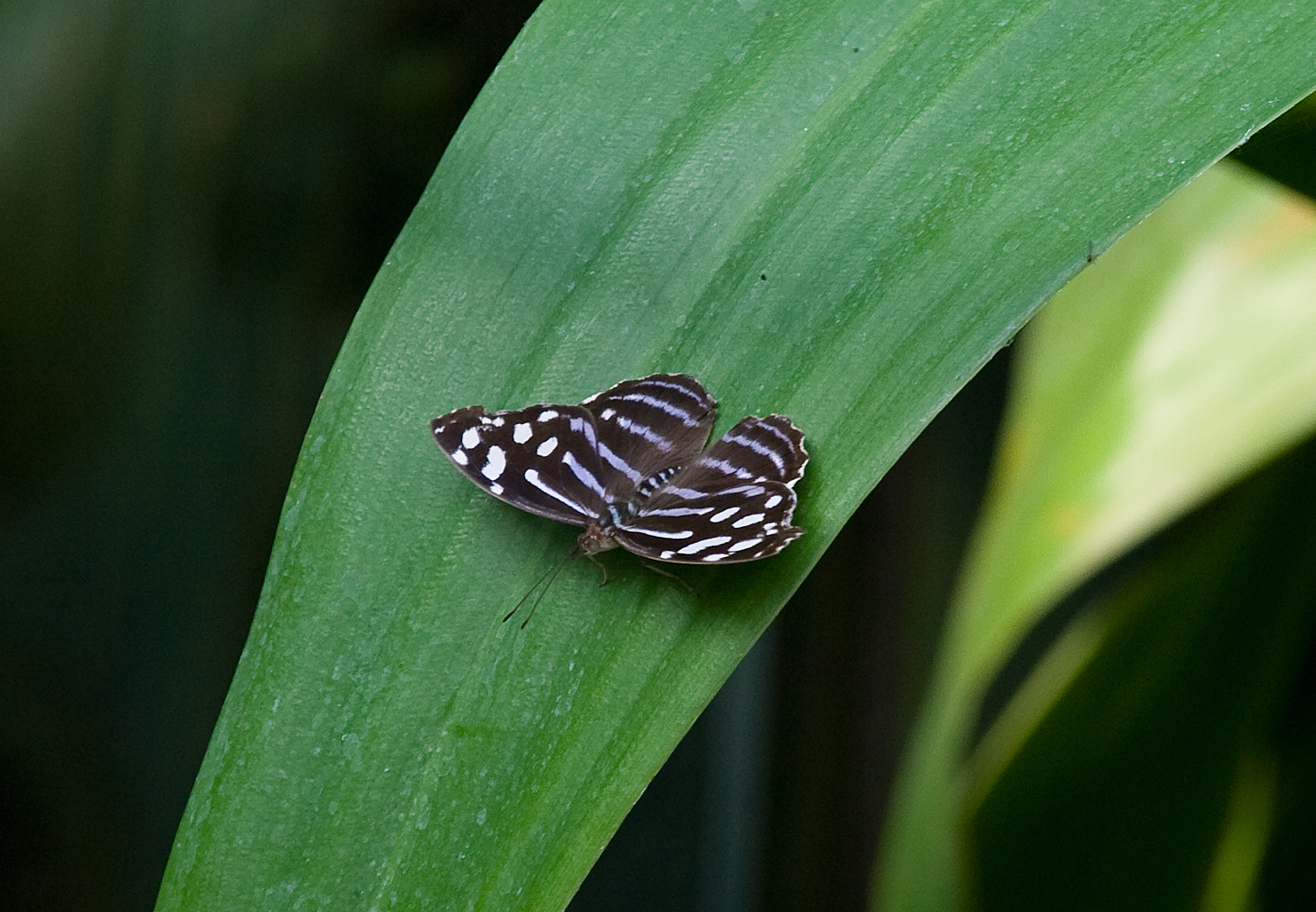